# 上直肌
上直肌（Superior rectus muscle）是眼窩裡的肌肉，為眼外肌的其中一塊，受動眼神經(第三對腦神經)的上分支所支配。雖然上直肌有助於眼睛內旋與內收，不過當眼睛直直地向前看時使眼睛上轉才是上直肌最主要的功能。

## 臨床意義

### 測試
當上直肌完全外展時是唯一能夠使瞳孔上轉的肌肉。

## 圖片

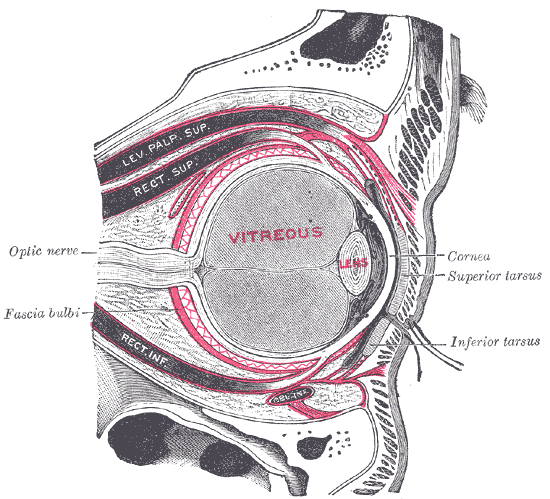
右眼的矢狀切面圖(顯示著眼球筋膜，半圖示)
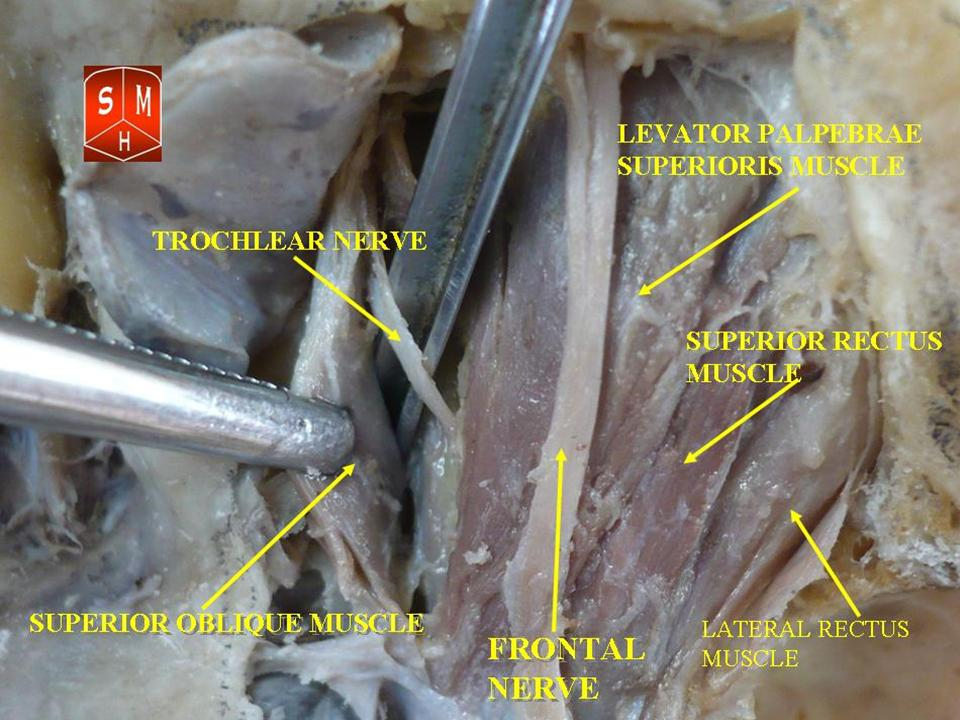
上直肌
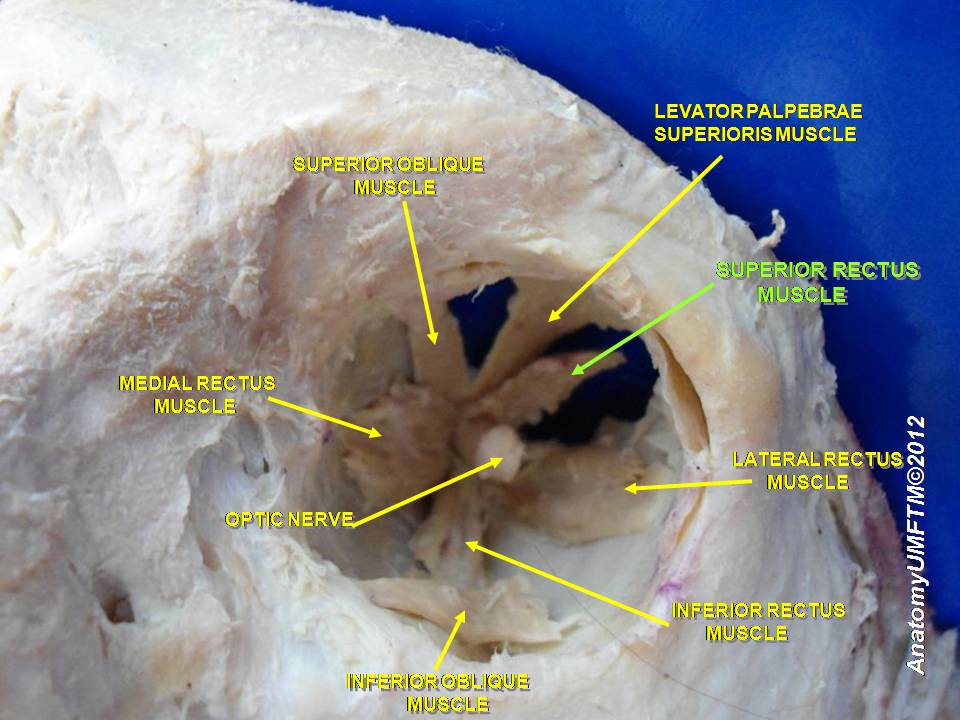
上直肌
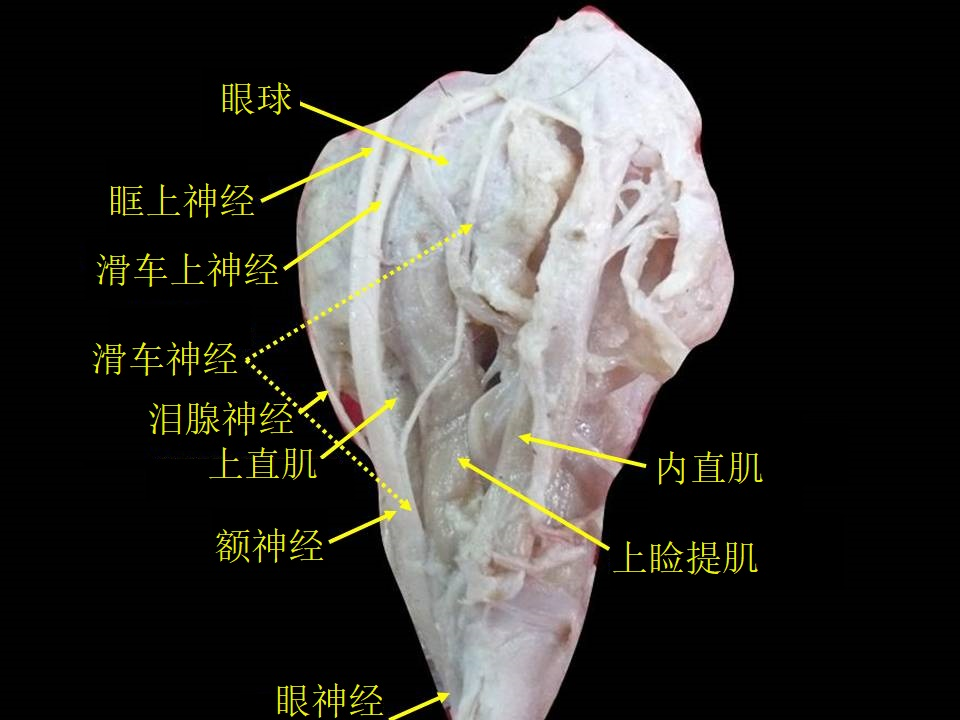
眼外肌。眼窩的神經(深層解剖圖)
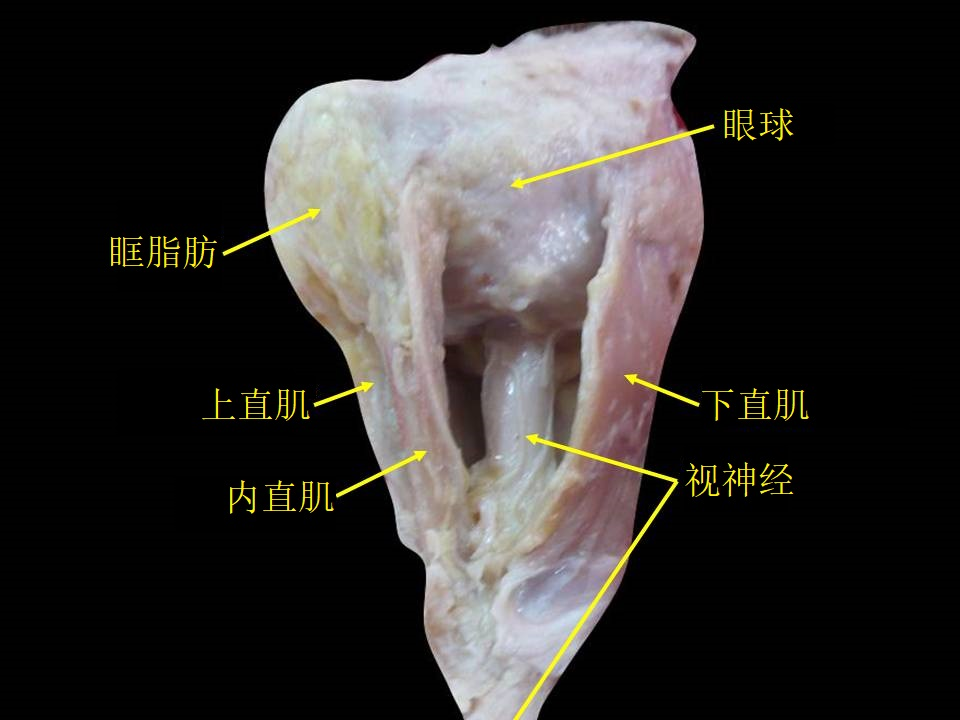
眼外肌。眼窩的神經(深層解剖圖)
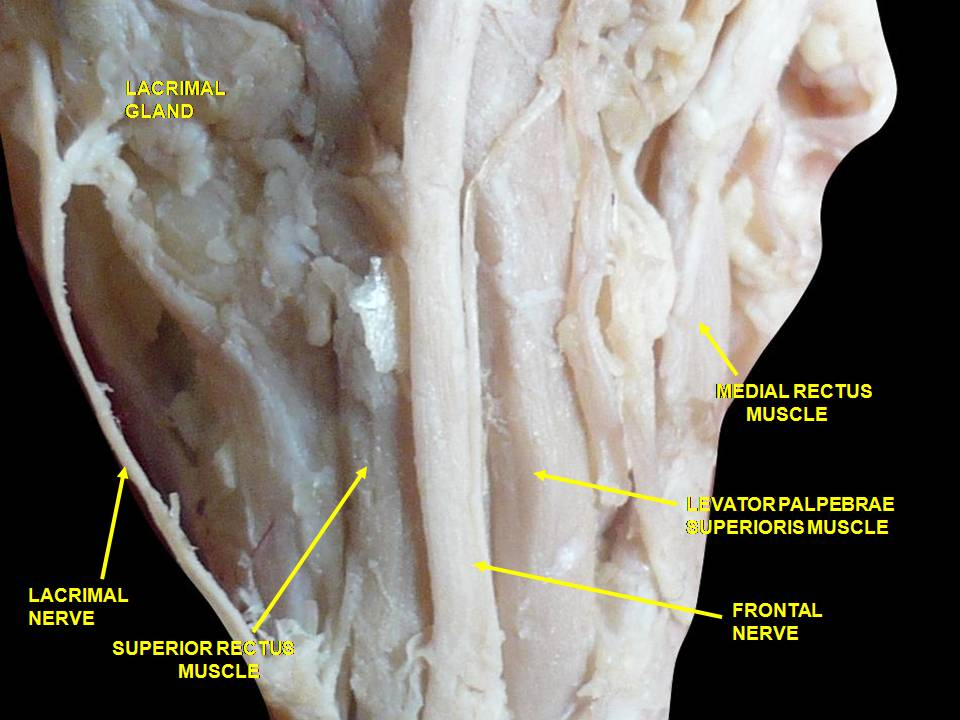
眼外肌。眼窩的神經(深層解剖圖)
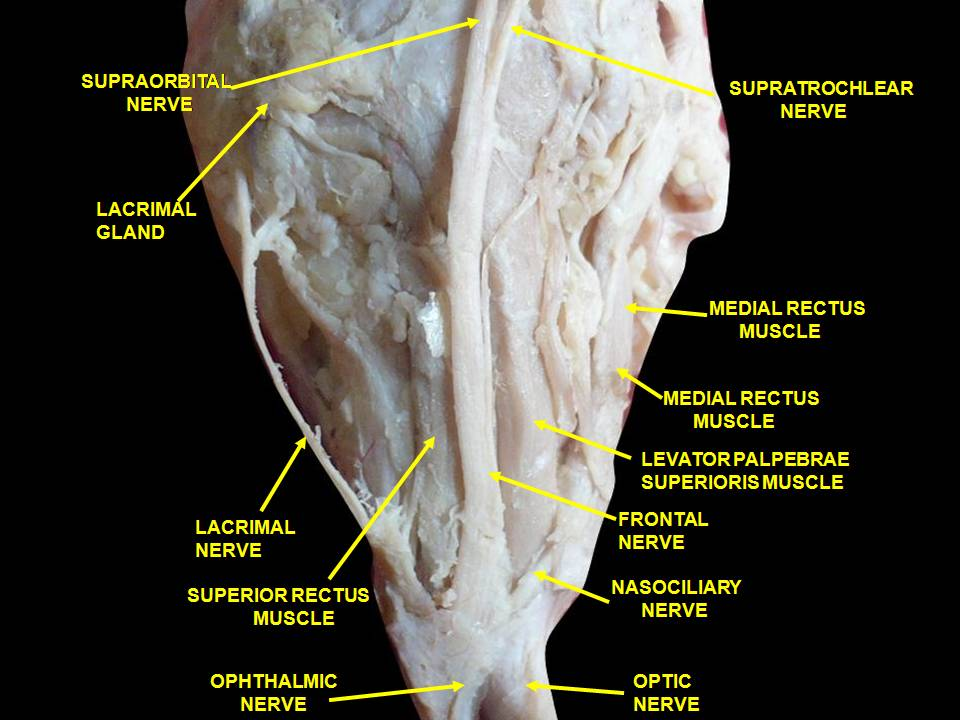
眼外肌。眼窩的神經(深層解剖圖)
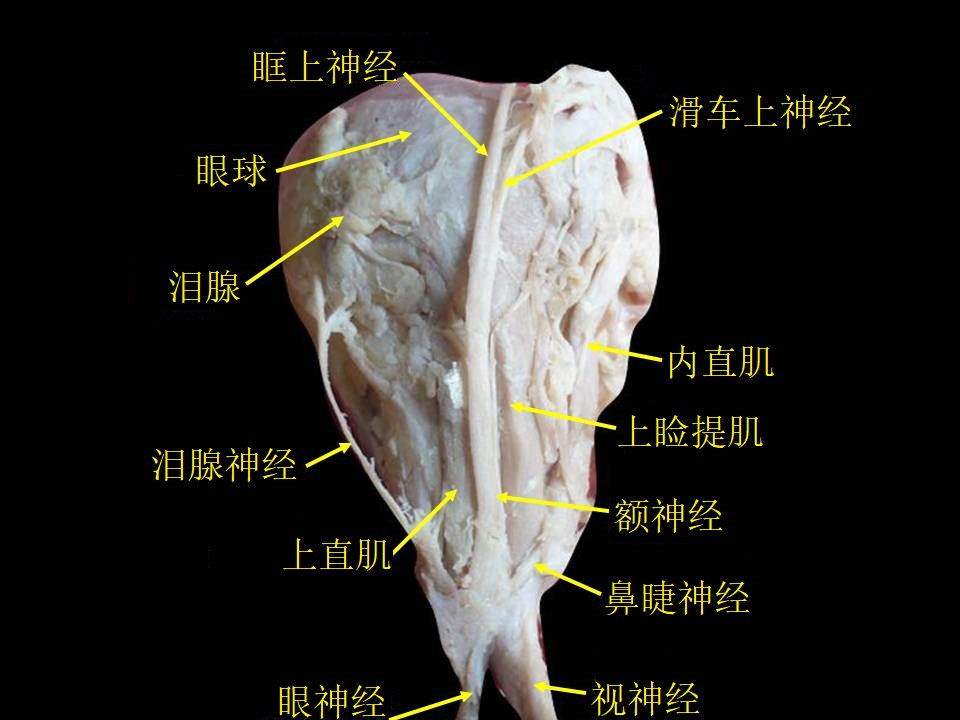
眼外肌。眼窩的神經(深層解剖圖)
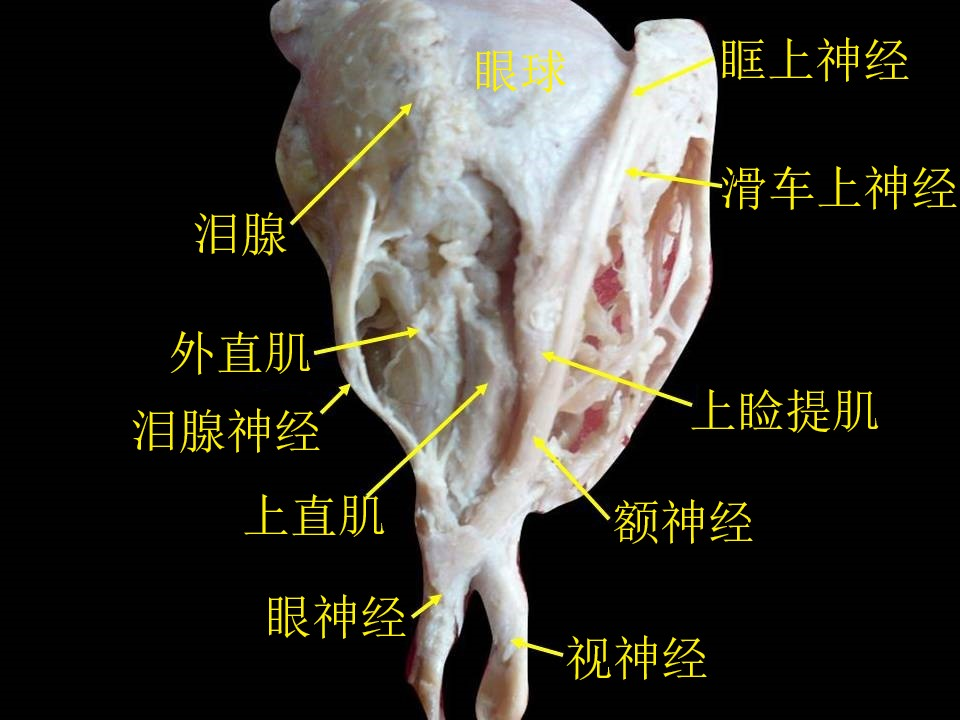
眼外肌。眼窩的神經(深層解剖圖)
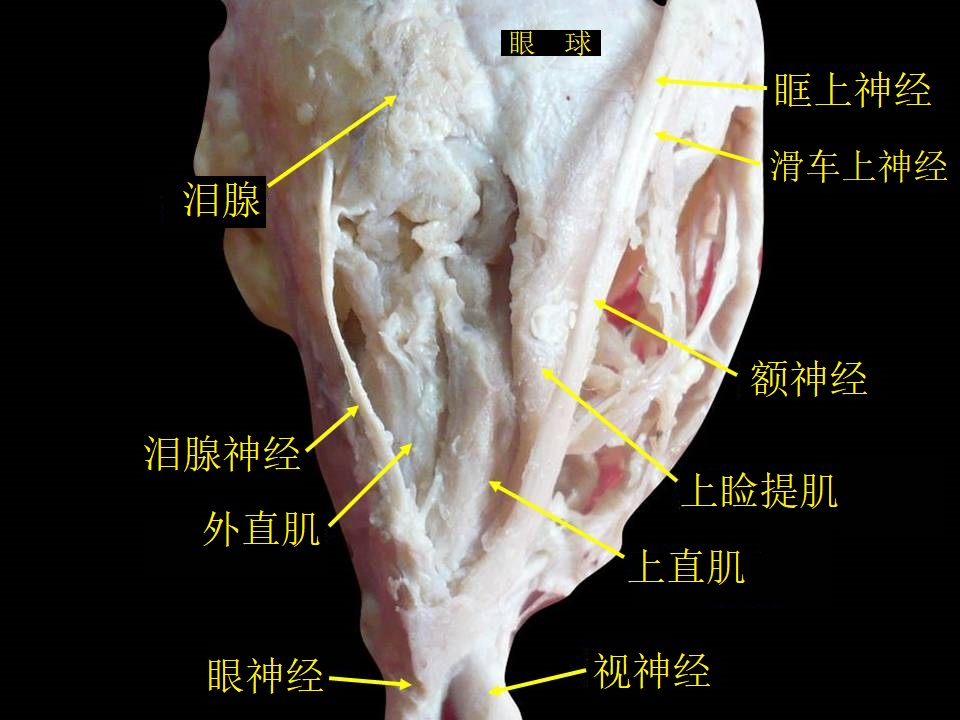
眼外肌。眼窩的神經(深層解剖圖)
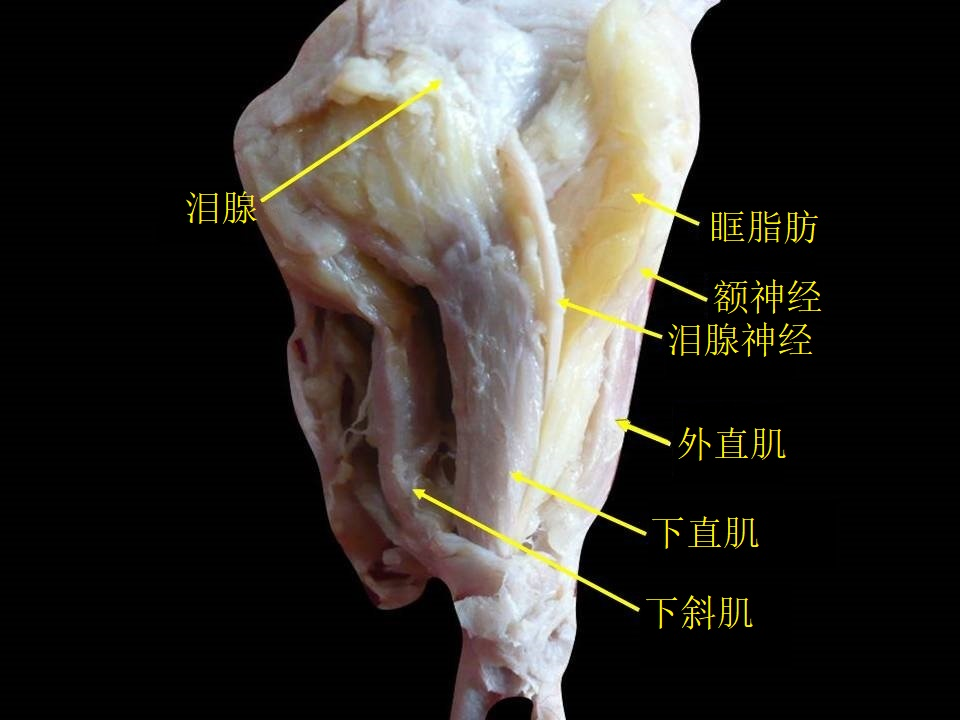
眼外肌。眼窩的神經(深層解剖圖)

## 外部連結
- Anatomy figure: 29:01-02 at Human Anatomy Online, SUNY Downstate Medical Center
- Diagram